# エレクトロ (マーベル・コミック)
エレクトロ (Electro) は、スパイダーマンシリーズに登場する代表的なスーパーヴィランの一人である。人間発電機とも称されるように、強力なエネルギー電気を操る能力を持つ。

## 初代

### 原作漫画
本名は、マックスウェル "マックス" ・ディロン(Maxwell "Max" Dillon)。
父親で会計士のジョナサンは1つの仕事に留まれない性質だったため、マックス含む家族は引っ越しを繰り返していた。その上、ジョナサンはひどい癇癪持ちで何か失敗する度に家族に八つ当たりをしていた。そんな父親も彼が9歳になる前に家族を捨てて家を出た。それ以降、母親のアニタはマックスに依存するようになり、一人息子の彼が傷つかないよう過保護に育ててきた。そして、成長したマックスがアニタに電気技師になると打ち明けると、アニタは彼が失敗して傷つくのを恐れて才能を否定し、電気技師の仕事を諦めさせた。
結局、電気工事会社の電気工事人として仕事をし始めたマックスは、ある日電線を工事している間に落雷が直撃し、電線と雷の二重の電気を浴びることになった。それでも彼は生存しており、この事故が人生を劇的に変化させる大きなきっかけとなってしまった。
自らの身体が強力なエネルギー電気を帯電・操作できるようになったことに気づいた彼は、電光火花のような星型マスクと派手なコスチュームに身を包んでエレクトロと名乗り、金物を盗むために悪事を働くようになる。銀行強盗の際に現れたスパイダーマンを一度は打ち負かすのだが、拘置所襲撃の際にはゴム手袋などで電力への対策をしたスパイダーマンに敗れることになった。以降もスパイダーマンと何度も対決し、彼を苦しめている。
- 1964年発行のアメイジング・スパイダーマン第9号で初登場を果たし、スパイダーマンを代表する悪役の一人として、度々スパイダーマンの前に立ちはだかってきた。
- 1964年発行のアメイジング・スパイダーマン アニュアル第1号にて、ドクター・オクトパス、ミステリオ、ヴァルチャー、サンドマン、クレイブン・ザ・ハンターのスパイダーマンの宿敵5人と共に、悪のヒーローチームシニスター・シックス（邪悪なる6人）を結成し、初代メンバーとしてスパイダーマンと対戦した。
- 2016年発行のアメイジング・スパイダーマンVol. 4の＃17では、スパイダーマンに能力を消されたマックスはジャッカルの協力を得て復活の計画を実行した。しかし、マックスは黒焦げになり死亡。彼のかつての恋人・フランシーヌ・フライに力を受け継ぐこととなった。
- しかし、2018年発行のDespicable Deadpool Vol. 1 #297において、復活を果たしている。

### アニメ
- 1960年代のアニメ『スパイダーマン』ではトム・ハーヴェイが声を担当。日本語吹き替え版は独立局版では広瀬正志が担当（東京12チャンネル版は不明）。
- 『スパイダーマン&アメイジング・フレンズ』ではアラン・メルヴィンが声を担当。
- 1990年代のアニメ『スパイダーマン』では二話に渡って登場。フィリップ・プロクターが声を担当した。日本語版には未登場。
- 『スパイダーマン・アンリミテッド』ではデイル・ウィルソンが声を担当した。
- 2000年代のアニメ『スパイダーマン 新アニメシリーズ』ではピーター達の級友として登場。イーサン・エンブリーが声を担当した。
- 『スペクタキュラー・スパイダーマン』ではクリスピン・フリーマンが声を担当した。吹き替えは千々和竜策が担当
- 『アルティメット・スパイダーマン』ではクリストファー・ダニエル・バーンズが声を担当。吹き替えは志村知幸が声を担当。
- 『マーベル スパイダーマン』では少女として登場し、デイジー・ライトフットが声を担当した。

### ゲーム
- スパイダーマン ミステリオの脅威（GBA） - ボスの1人として登場。
- スパイダーマン2 エンターエレクトロ（PS） - ディー・ブラッドリー・ベイカーが声を担当。吹き替えは坂口候一が担当した。
- アルティメット スパイダーマン（DS・GC・PS2） - ジェームズ・アーノルド・テイラーが声を担当。
- アメイジング・スパイダーマン2（PS3・PS4） - マイケル・A・シェパードが声を担当。
- Marvel's Spider-Man（PS4） - ジョシュ・キートンが声を担当。吹き替えは神奈延年が担当。

### アトラクション
『アメイジング・アドベンチャー・オブ・スパイダーマン』
ジム・ワイズが声を担当。吹き替えは中尾隆聖が担当した。ドクター・オクトパス、ホブゴブリン、ハイドロマン、スクリーム（en）のドクター・オクトパス率いるシニスター・シンジケートのメンバーらと共にマンハッタンとニューヨークの街を包囲して、ゲストが乗車した取材用車両「スクープ」に襲い掛かる。
ドクター・オクトパス率いるシニスター・シンジケートが隠れる倉庫へと向かったゲストが乗車した取材用車両「スクープ」を発見した後、ゲストが乗車した取材用車両「スクープ」にスパークワイヤーで攻撃を仕掛ける。反重力砲を使ったドクター・オクトパスによって、120ｍ（400ft）の高さの空中に持ち上げられて浮かせられたゲストが乗車した取材用車両「スクープ」を地上へ戻そうと助けに入るスパイダーマンにハイドロマンと共に2人同時に襲い掛かるが、自らの電気エネルギーの電撃を撃って攻撃を仕掛けるが、自らが撃った電気エネルギーの電撃が肉体を液状したハイドロマンに当たり爆発を起こしてスパイダーマンに敗れる。その後、ドクター・オクトパス率いるシニスター・シンジケートのメンバーらと共にスパイダーマンに捕らえられ、スパイダーマンのクモ糸でグルグルに巻きつけられてシニスター・シンジケートのメンバーらと共に逮捕された。

## 二代目
本名は、フランシーヌ・フライ(Francine Frye)。エレクトラとも呼ばれる。
2014年発行のアメイジング・スパイダーマンVol. 3の＃2から登場。2016年発行のアメイジング・スパイダーマンVol. 4の＃17において、スパイダーマンに能力を消されたマックスはジャッカルの協力を得て復活の計画を実行した。しかし、マックスは死んでしまい本来の計画は失敗。彼のかつての恋人であるフランシーヌ・フライが力を受け継ぐこととなった。
以降、二代目エレクトロとして活動しているが、マックスと異なり肉体の分解を避けるために薬を毎日摂取しなければならない。

## 実写映画版
2014年公開の映画『アメイジング・スパイダーマン2』と、2021年公開の映画『スパイダーマン:ノー・ウェイ・ホーム』では、マックス・ディロン / エレクトロ（Maxwell "Max" Dillon / Electro）をジェイミー・フォックスが演じ、日本語吹替は中村獅童が担当した。

### キャラクター像
“アース120703”のマックス・ディロン / エレクトロ。
見窄らしい外見とおどろおどろしい振る舞いが特徴の黒人男性で、元々は“オズコープ社”で電気技師として働く善良で几帳面な庶民だったが、思い込みの激しさと、若干のストーカー気質も匂わせ、そんな第一印象から友達は少なく、職場の上司から残業を押し付けられてしまうほど周囲から蔑ろにされていることから、「周りから認められたい」という強い承認欲求を拗らせている。
しかしある時、オズコープ社の電気システムの遺伝子ラボで異常電流が生じ、点検を押し付けられる。配線のメンテナンスをした際に誤って感電し、その拍子に真下の水槽に転落。その中で発電用に飼育している遺伝子操作された電気ウナギの群れに全身を噛まれた結果、身体が焦げのような殻で覆われて意識不明となる。目が覚めて殻が剥がれると、体色が透き通る青色に変色し、体内の電流や血管が透けて見えるなど、怪物然とした恐ろしい外見と電気を自在に操る特異体質と化してしまった。
当初は自分の身体の変化に戸惑って、周囲に助けを求めたものの、後述の一件をきっかけにして、今までの恨み辛みを晴らすかのごとく凶悪なスーパーヴィランに変貌。自ら“エレクトロ”と名乗ってピーター・パーカー/スパイダーマンにも牙を剥くようになる。

### 能力
マックスは高性能な配電ネットワークの設計と組立をこなせるほど電気技師として高い知識と技能を有している。感電したことによる体質の変化後には電気への免疫が身体に備わり、電流の透視や検出、触れた物からの電気の吸収に加え、直接攻撃、銃弾も止めるバリヤー、自動車を物理的に持ち上げるなどの効果に応用でき、放出量も調整可能な電気を両手から放つことも可能となった。また、肉体を電気エネルギー化させる能力を応用した空中浮揚や、電気が通っている配線内の高速移動、口からの電気の放出までできるようになるなど、電気を利用する特殊能力を数多く披露する。
なお、放出する電気エネルギーは、元来の世界であるアース120703では青だったが、“アース616”に転移した際にはニューヨーク郊外の軍事研究施設で吸収した電気エネルギーと同じ黄色に変色している。さらに、“ファブリケーター”から奪い取った“アーク・リアクター”のエネルギーまで得たことで、より強力な電気エネルギーを放出できるようになる。

### 弱点
水を浴びると、電気の力が著しく落ちてしまう。また、吸収して身体に溜め込む電気の量には許容量があり、それを上回ると身体に過負荷をかかって爆死してしまう。

### 装備
メーター
レイブンクロフト刑務所の実験で右側のこめかみに埋め込まれた小型装置。マックスの身体へ蓄電された電気量がデジタル表示される。
アース616への転移時には、無くなっていた。
スーツ
オズコープ社が製作した黒い特殊スーツ。硬質で所々にボルトや配線が露出した外見が特徴で、ハリーによってレイブンクロフト刑務所から脱獄した後にマックスに譲渡・着用される。
アース616への転移時には、メーターと共に無くなっていた。そして、“スパイダーマンズ”との決戦時には、黒のシャツにベージュのパンツを着込み、胸部にアーク・リアクター、身体の各所をケーブルや金属プレートなどを装備したが、アーク・リアクター以外の衣類やパーツはどのように調達したのかは不明だが、劇中のSNSで空を飛ぶ怪物が軍事施設を襲撃したらしいことが語られている。

### 描写
『アメイジング・スパイダーマン2』
本作で初登場。
鬱屈した毎日を送っていたある時、街中を歩いていた際に落としてしまった設計図の束を拾っているとアレクセイ・シツェビッチが運転するトラックに突き飛ばされたタクシーの下敷きになりかけたが、間一髪のところでピーター/スパイダーマンに救われる。さらに「君が必要だ」と励まされたことで精神的にも救われ、スパイダーマンに強い憧れを抱く大ファンとなった。そして自分もいつかスパイダーマンのようになりたいと思いながら仕事をしていた誕生日、残業でオズコープ社の電気システムのメンテナンスをした際に前述の感電事故を起こして意識不明となる。
目覚めて収容先を抜け出してタイムズスクエアに姿を現し、多数の街頭モニターに映った自分の姿に気付いて「みんなが俺を見てる」と困惑する中、体質の変化とコントロールできないその力に戸惑い、周囲を停電させ破壊してしまう。その際に現れたピーター/スパイダーマンに必死に助けを求めるが、彼が自分を救った先日の出来事をはっきりとは覚えていなかったことや、自分の正体があの時助けたマックスだと気付き、歩み寄ろうとしたスパイダーマンの制止を無視した警官による銃での狙撃、周囲の野次馬が自分を批判・罵倒し、対照的にスパイダーマンが応援されている光景などを目の当たりにした結果、「スパイダーマンは、自分をスーパーヒーローとしての売名行為に利用しているだけだった」と誤解して逆上。これ以降は一転してスパイダーマンを憎悪の対象とするようになり、彼を高圧電流で圧倒するが、居合わせた消防士たちの協力を得たピーターの反撃を受けて敗北し、そのままレイブンクロフト刑務所に収監された。
そこで人体実験を受けるなど非道な扱いを受けていたが、侵入してきたハリーに唆されて彼の計画に加担することを決めると、彼と共に脱獄。ハリーとの取引で彼のオズコープ社襲撃を幇助した後、自らが開発した配電ネットワークが設置されている発電所を襲撃して一時的に使用不能に陥らせ、都市機能を麻痺・混乱させた。その後、駆けつけたピーターと再び戦闘になり、一進一退の攻防を繰り広げたが、最終的にグウェン・ステイシーの協力によって体内へ許容量を上回る電流を一気に流しこまれたことで、体が限界を迎えて爆死する。
『スパイダーマン:ノー・ウェイ・ホーム』
本作においては、ピーターとの決戦で爆死する寸前のマックス/エレクトロがアース616に転移して来る形で登場する。なお、本作がマックス/エレクトロの『MCU』初出演作品である。
元の世界で爆死する寸前にアース616に到着してしまい、ニューヨーク郊外の軍事研究施設にやって来たこの世界のピーター/スパイダーマン（ピーター1）の前に姿を表して戦いを繰り広げることになるが、そこに現れたフリント・マルコ/サンドマンの助力を得たピーター1が機転を利かせたことで、体質変化後の姿から、以前よりも端正で精悍な人間としての外見となり、そのためか、陰りのある人柄は鳴りを潜め、野性的な佇まいを見せるようになった。
それでも力に溺れ、支配欲も旺盛だったが、ピーター1に連れられてスティーヴン・ストレンジ/ドクター・ストレンジの活動拠点である“サンクタム・サンクトラム”の地下牢に転移されたことで、自身と同じアース120703から来たカート・コナーズ/リザードや、別の世界から来たオットー・オクタビアス/ドクター・オクトパスとノーマン・オズボーン/グリーン・ゴブリンと出会い、彼らの討論を煽ったり、自身は同じ世界のピーター/スパイダーマン（ピーター3）を追い詰めたと自慢するなど悪態を吐く中、自分が悲惨な運命に逢うかもしれないと知り、ピーター1の治療を受けることを決めて、ハッピー・ホーガンのコンドミニアムに一同と赴いた。
ピーター1とノーマンが治療に必要なデバイスや解毒剤などを開発する最中に、ファブリケーターに関心を示しつつフリントと身の上話などを交わし、ピーター1が完成させた体内の電気を吸収するデバイスを取り付けられて自身の力を取り払おうとしたが、ノーマンの肉体を乗っ取って表出したゴブリンに唆されたことをきっかけに、デバイスを外してファブリケーターのアーク・リアクターを奪い取り、元の人格に戻ったオクタビアスを「前のあんたが良かった」と嘲って一蹴し、逃走してしまう。
そして、ピーター1による誘い込みを受けて自由の女神像に先陣を切って現れ、“マッキナ・ディ・カダヴァス”を巡ってスパイダーマンズと激戦を開始し、ピーター3と再会すると、呉越同舟の関係となったフリントやコナーズ共々、パワーアップした力でピーターたちを苦しめるが、最終的に駆けつけたオクタビアスによって不意をつかれ、リアクターを外されると同時に再びデバイスを取り付けられて電気の力を失い、戦意を喪失して改心した。そしてピーター3とも和解して、女神像の外周の足場の崩壊時にはオクタビアスに救われ、最後はストレンジの魔術によって元の世界へと帰還する。